# Myrsine myrtillina
Myrsine myrtillina är en viveväxtart som först beskrevs av Carl Christian Mez, och fick sitt nu gällande namn av Jackes. Myrsine myrtillina ingår i släktet Myrsine och familjen viveväxter. Inga underarter finns listade i Catalogue of Life.